# Penny Priddy
Penny Priddy (née le 5 mars 1944 à Toronto) est une femme politique canadienne.

## Biographie
Elle fut députée à la Chambre des communes du Canada, représentant la circonscription britanno-colombienne de Surrey-Nord sous la bannière du Nouveau Parti démocratique.
Infirmière de métier, elle quitte l'Ontario en 1981 pour s'établir à Surrey. Élue à l'Assemblée législative provinciale de la circonscription de Surrey-Newton en 1991, elle occupe plusieurs postes au conseil des ministres du gouvernement néo-démocrate.
Frappée par le cancer, elle ne se représente pas aux élections provinciales de 2001, mais elle revient en politique en 2002 en se faisant élire au conseil municipal de Surrey. Elle se lance en politique fédérale lors de l'élection fédérale canadienne de 2006, se faisant élire dans la circonscription anciennement représenté par le député indépendant Chuck Cadman jusqu'à sa mort en 2005. Malgré ses convictions différentes de celles de Cadman, elle avait été l'amie de lui et sa femme Donna. Donna Cadman donne d'ailleurs son appui à Priddy lors de l'élection, ce que plusieurs considèrent comme le facteur décisif de sa victoire.